# Новые Кырнацены
Новые Кырнацены, Кырнэцений Ной (рум. Cîrnățenii Noi) — село в Каушанском районе Молдавии. Является административным центром коммуны Новые Кырнацены, включающей также село Новая Сэлкуца.

## География
Село расположено на высоте 42 метра над уровнем моря.
У села протекает река Ботна.

## Население
По данным переписи населения 2004 года, в селе Новые Кырнацены проживает 1454 человека (745 мужчин, 709 женщин).
Этнический состав села:
| Национальность | Число жителей | Процентный состав |
| -------------- | ------------- | ----------------- |
| молдаване      | 1274          | 87,62             |
| румыны         | 133           | 9,15              |
| русские        | 26            | 1,79              |
| украинцы       | 8             | 0,55              |
| гагаузы        | 8             | 0,55              |
| болгары        | 2             | 0,14              |
| евреи          | 1             | 0,07              |
| прочие         | 2             | 0,14              |
| Всего          | 1454          | 100 %             |

## Галерея

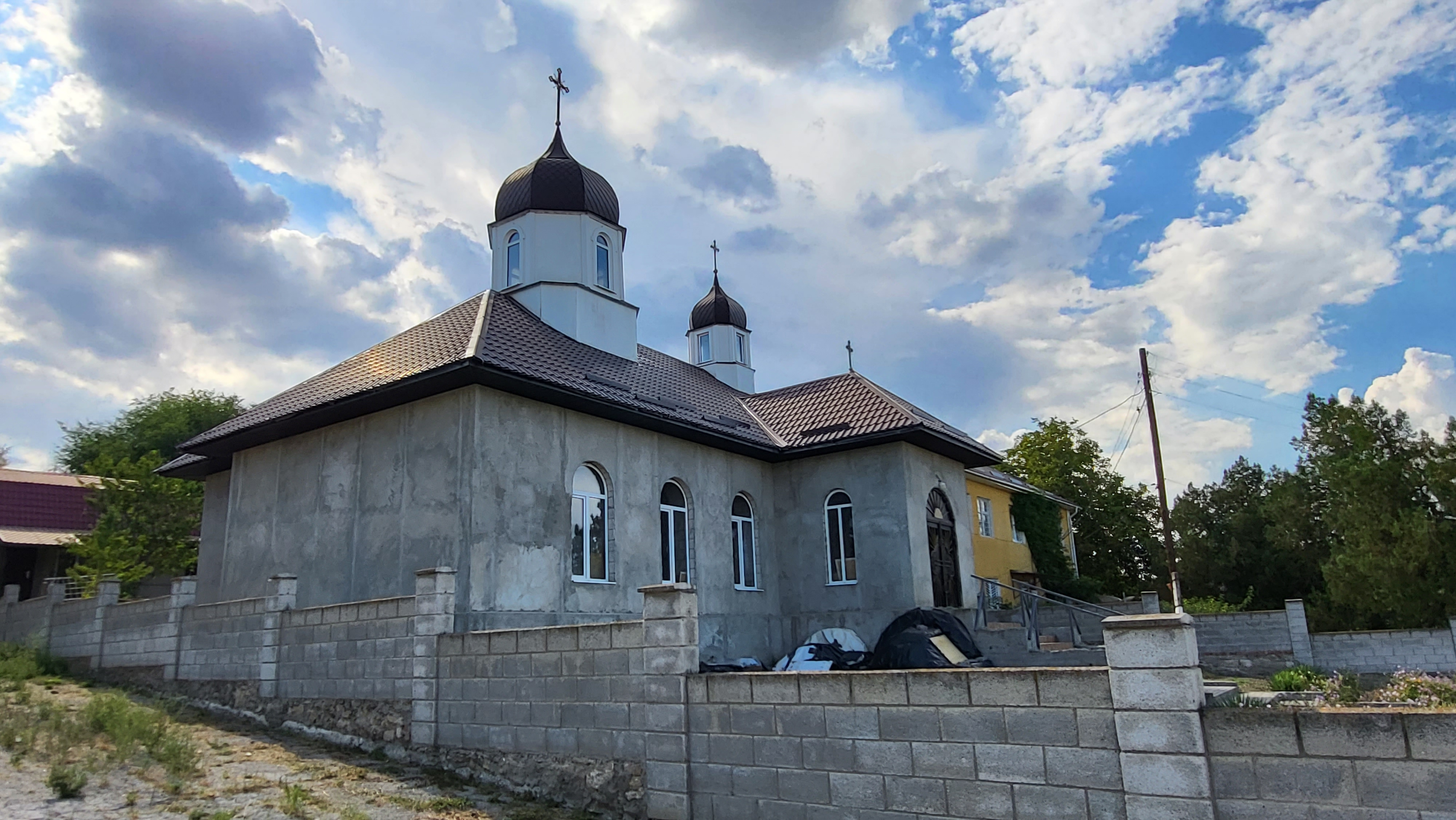
Церковь Покрова Пресвятой Богородицы
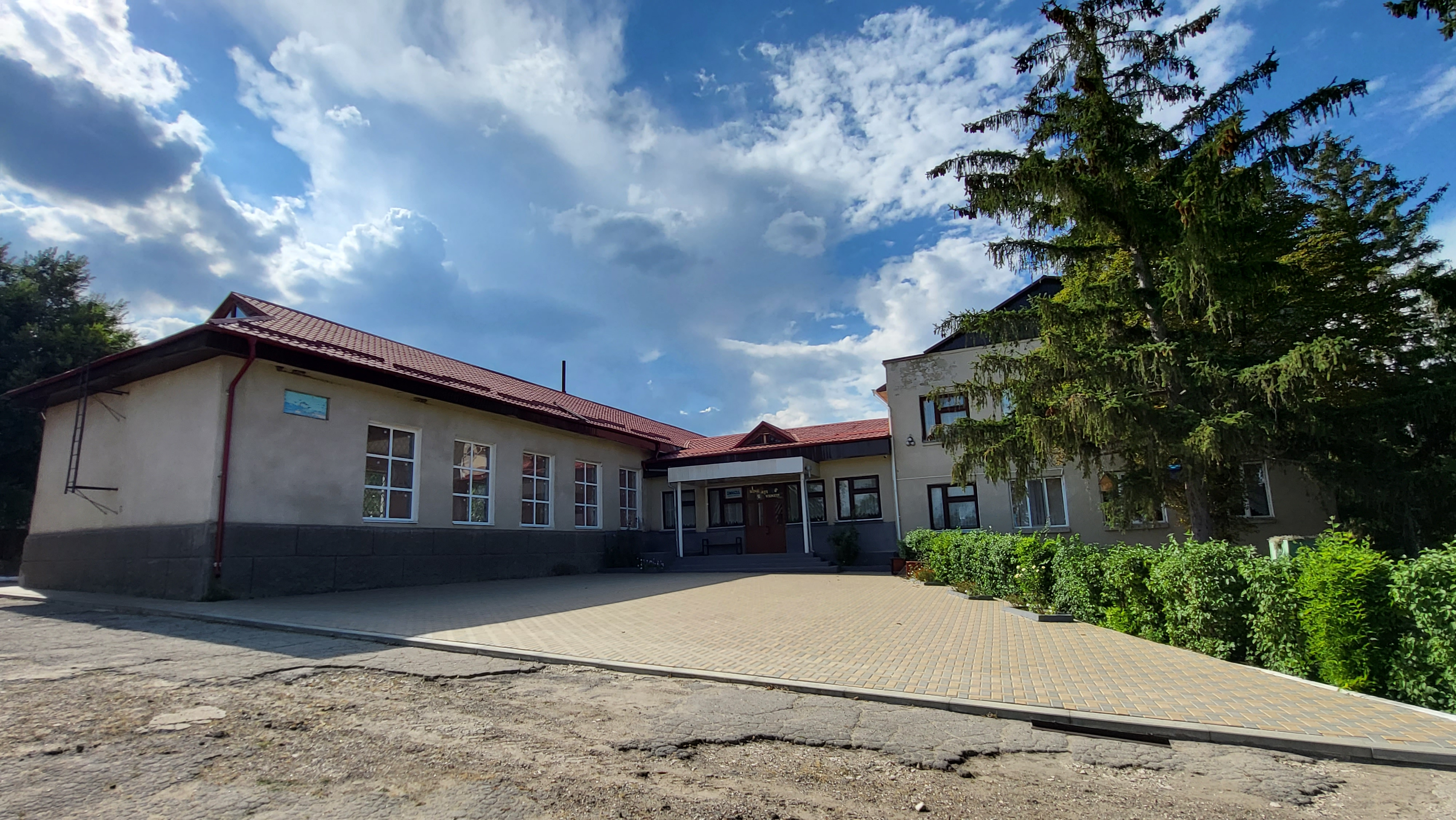
Гимназия
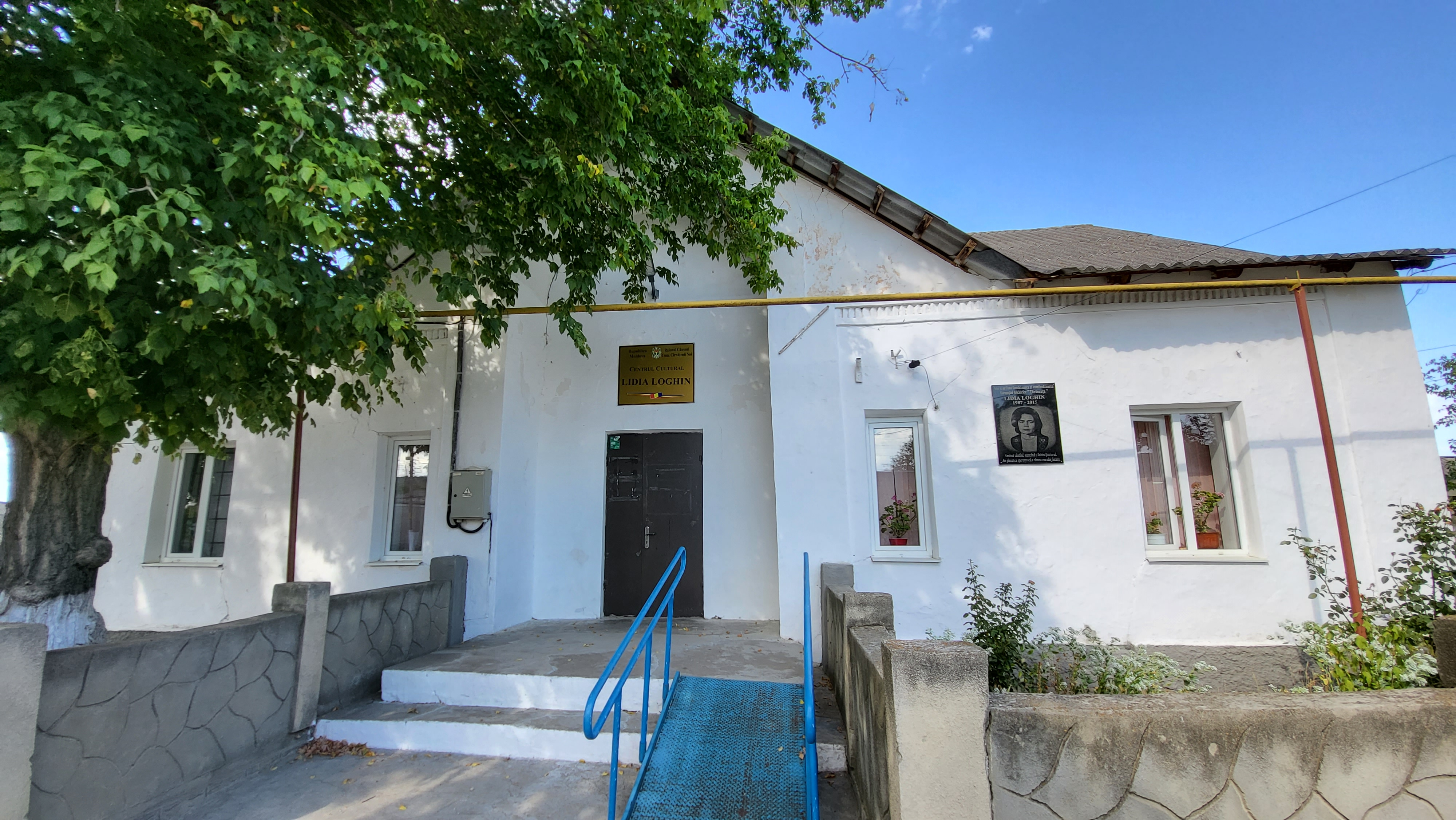
Дом культуры